# FH70-houwitser
De FH70 is getrokken houwitser met een kaliber van 155 mm en voorzien van een kleine benzinemotor voor het afleggen van korte afstanden om zelfstandig in stelling te komen en in noodgevallen.
Het is een gezamenlijk Brits-Duits-Italiaans ontwerp (Vickers Ltd., Rheinmetall en OTO Melara - in het kader van het Eurosched-project). FH70 betekent "Feldhaubitze 70" ("veldhouwitser jaren 70").

## Ontwikkeling
De ontwikkeling van de FH70 begon in 1963 met de NAVO Basic Military Requirement 39 voor artillerie. De belangrijkste eisen waren:
- een afneembare hulpmotor (“auxiliary power unit" of "APU")
- bereik: 24 km en 30 km met RAP-munitie
- vuursnelheden van:
  - 3 schoten in 15-20 s (spervuur)
  - 6 schoten/min. voor een korte periode (snelvuur)
  - 2 schoten/min. (duurvuur)
- alle standaard NAVO 155 mm munitie kunnen afvuren, plus nieuw ontwikkelde munitie.

Vervolgens startten Duitsland en Groot-Brittannië besprekingen en ontwerpstudies. In 1968 waren de eerste ontwerpen voor een getrokken vuurmond gereed. In 1970 sloot Italië zich aan bij de ontwikkeling
De hulpmotor is een Volkswagen M127, 4-cilinder, 1795 cc benzinemotor met 53 kW (72 pk), en wordt gebruikt om de hydrauliek van elektriciteit te voorzien en om de vuurmond in en uit stelling te brengen. Ook is het mogelijk het stuk met een snelheid van maximaal 15 km/u op de hulpmotor tot 20 km te verplaatsen.
In stelling kan het azimut (de breedterichting) van het wapen 56° naar links of rechts van de hoofdrichting gedraaid worden. De elevatie ligt tussen −5° en +70°.
De FH70 is licht genoeg om als underslung, een lading die aan een vrachthaak onder een helikopter hangt, vervoerd te worden onder zware helikopters zoals de Boeing CH-47 Chinook, Boeing CH-53 Sea Stallion of Aérospatiale SA 321 Super Frelon.

### PzH70
In 1973 startten de drie landen met de ontwikkeling van de Panzerhaubitze 70, een gemechaniseerde en gepantserde versie van de FH70. Het wapen werd gemonteerd in een speciale toren op een gemodificeerd Leopard 1 en later Leopard 2 onderstel. Er werden 12 prototypen gebouwd, vijf in 1977 en zeven in 1984. Het project werd echter in 1986 na verschillen van inzicht tussen de drie landen gestopt. Duitsland startte toen een nieuw project dat leidde tot de Panzerhaubitze 2000.

## Gebruik
De FH70 is in 1978 in de bewapening van de Bundeswehr gekomen als FH155-1 (Feldhaubitze 155 mm ausführung 1), vanaf 1980 in de British Army als Howitzer 155mm L121. Duitsland bestelde 216 vuurmonden, Italië 164 en Groot-Brittannië 71, de productie voor deze drie landen werd in 1982 voltooid. In hetzelfde jaar bestelde Saoedi-Arabië 72 kanonnen met munitie, vuurleidingssystemen en trainingsapparatuur. Maleisië ontving tussen 1989 en 1993 in totaal 12 stukken. In Japan werd het wapen in licentie gebouwd.

## Foto’s

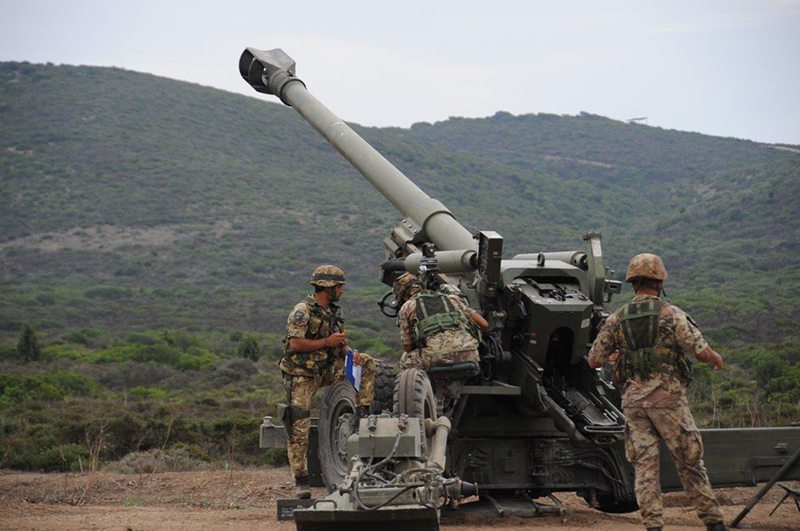
FH70 van het Italiaanse leger
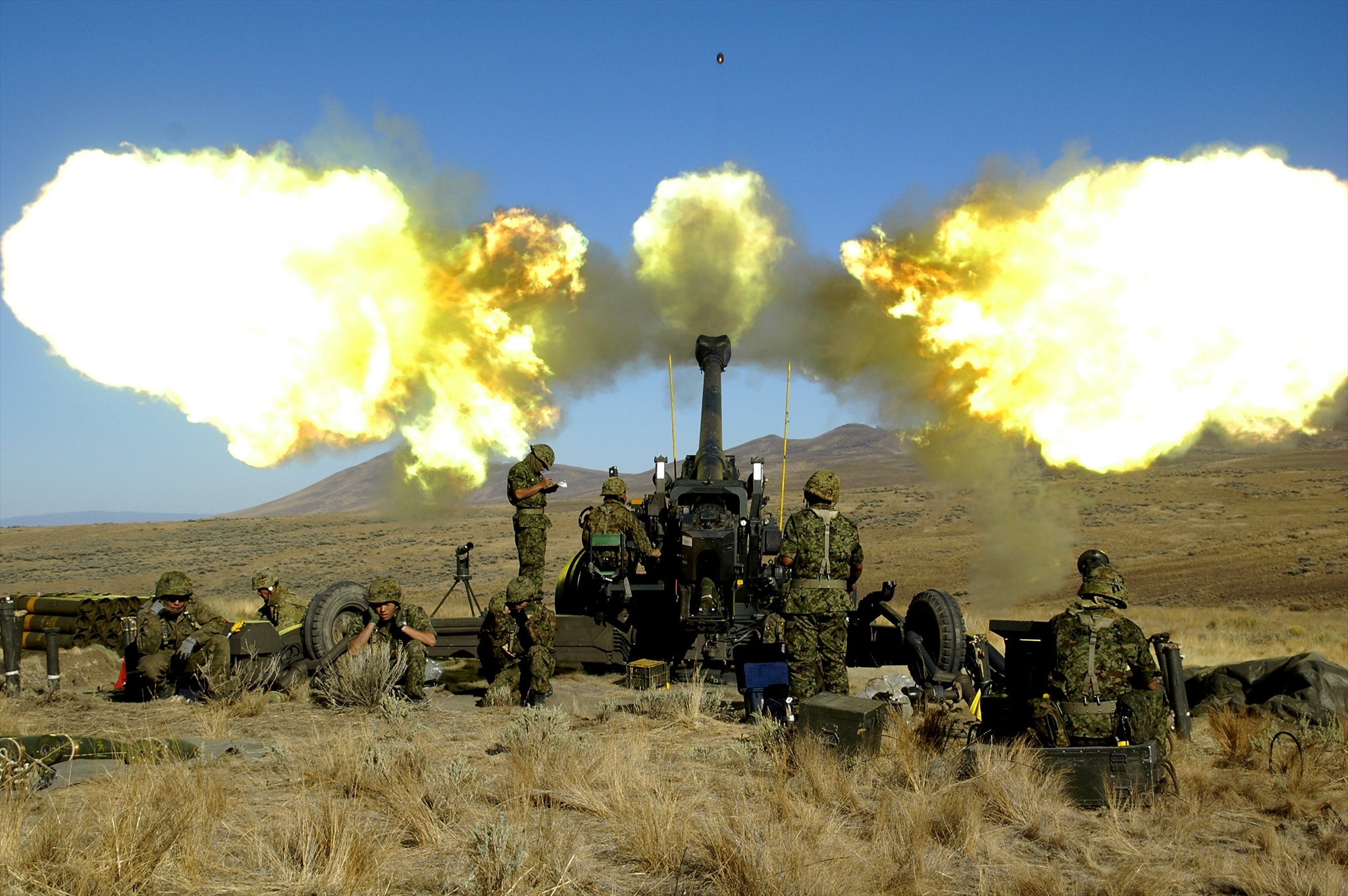
FH70 van de Japanse Zelfverdedigingstroepen
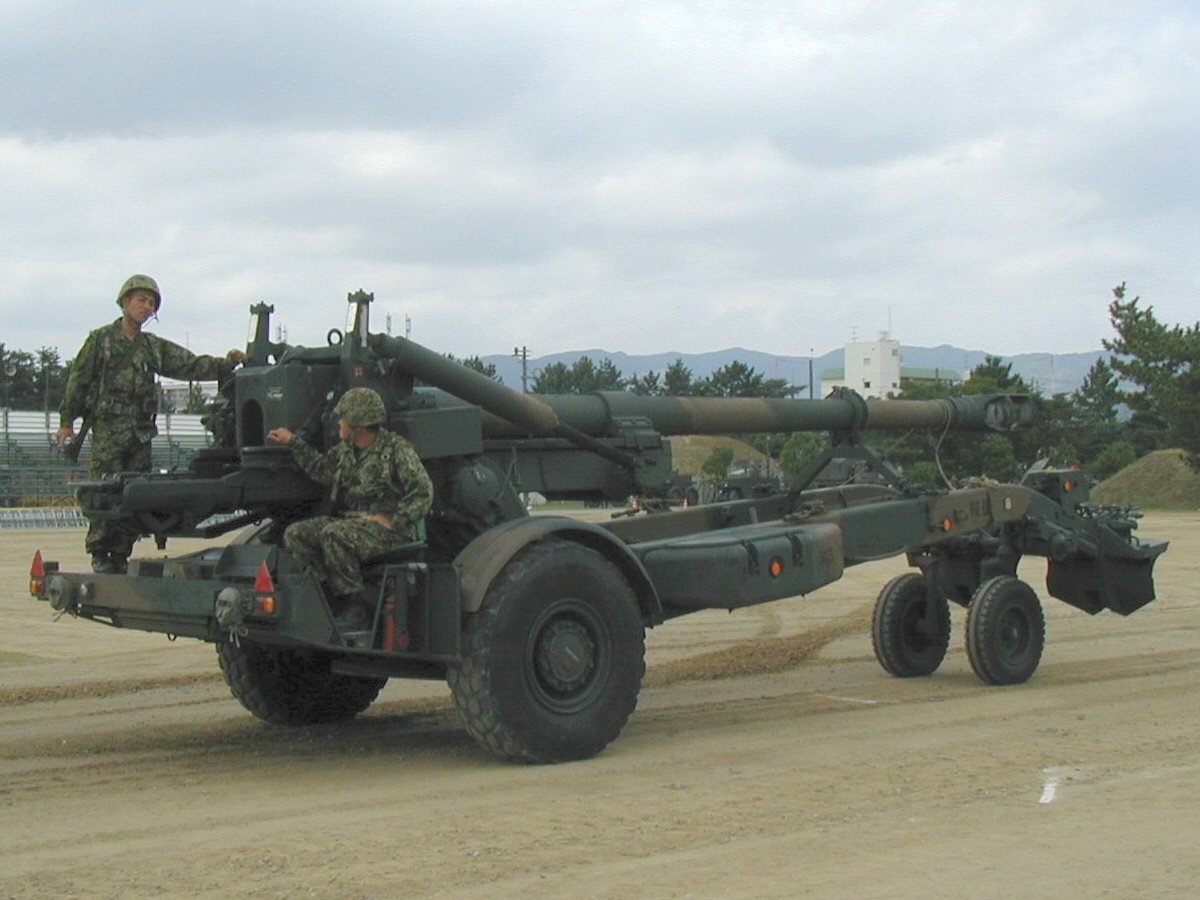
FH70 van de Japanse Zelfverdedigingstroepen rijdend op de hulpmotor
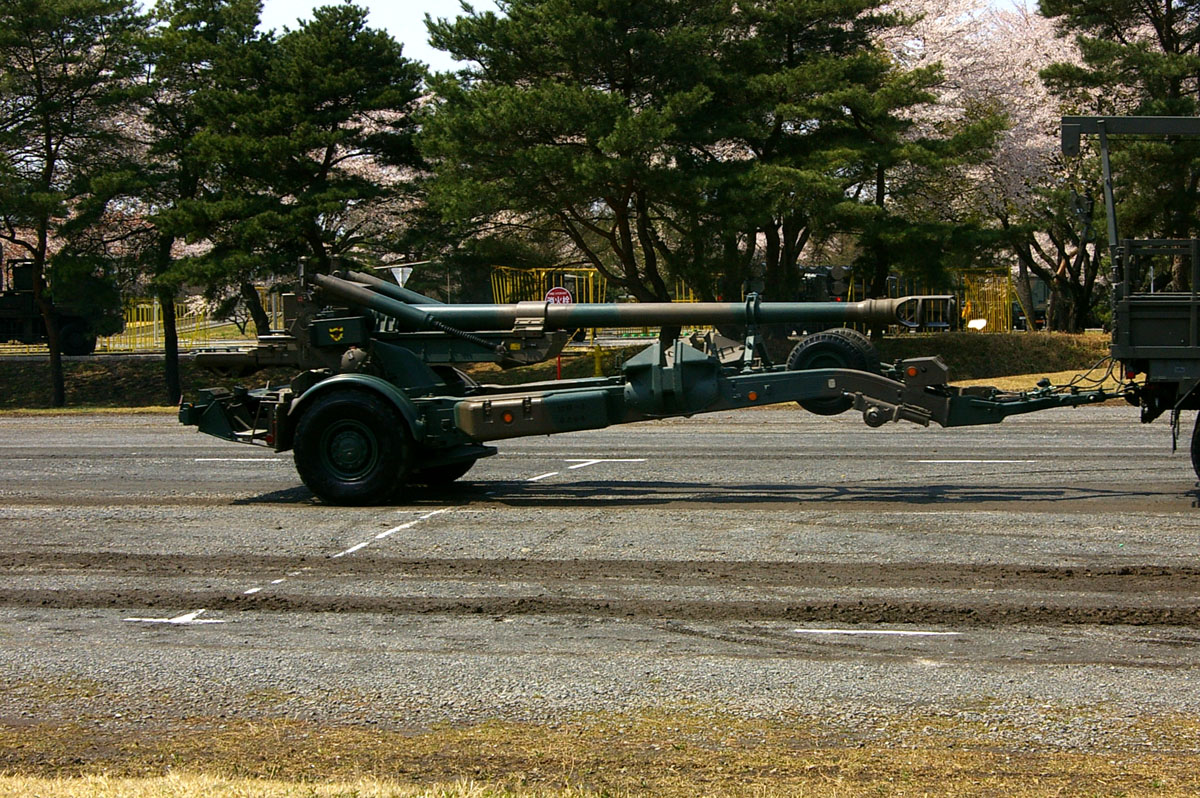
FH70 aangehaakt aan een artillerietrekker

### Nederland
De houwitser M114/39, een gemoderniseerde versie van de M114/23, werd in 1988 ingevoerd bij de Koninklijke Landmacht maar bleek in de praktijk niet te voldoen. Het affuit was niet bestand tegen de zwaardere belasting van de zwaardere ladingen, en er ontstonden haarscheurtjes.:p51 Om risico’s in vredestijd te vermijden werd eind 1994 bij de parate batterijen de oude M114/23 met korte schietbuis weer beschikbaar gesteld. De M114/39’s bleven beschikbaar voor oorlogstijd. 
Omdat ook de M114/23 in de praktijk niet voldeed, nam Nederland in 1990 vijftien overtollige FH70’s van de Bundeswehr over om het personeel van de artillerie de Koninklijke Landmacht op getrokken vuurmonden geoefend te houden. De FH70 vuurmonden werden ingedeeld bij de 154 Afdeling Veldartillerie. Op 1 mei 2001 werd de laatste batterij van deze afdeling mobilisabel gesteld. De stuksbemanning bestond uit acht militairen. Voor feitelijke inzet zou niet de FH70 maar de M114/39 worden gebruikt. Beide zijn intussen uitgefaseerd.
In Duitsland werd de FH70 getrokken door een MAN 6x6 LKW 7t mil gl KAT I "Zugkraftwagen", in Nederland door de DAF YHZ-2300 10-tons 6x6 artillerietrekker.:151-155

## Gebruikers

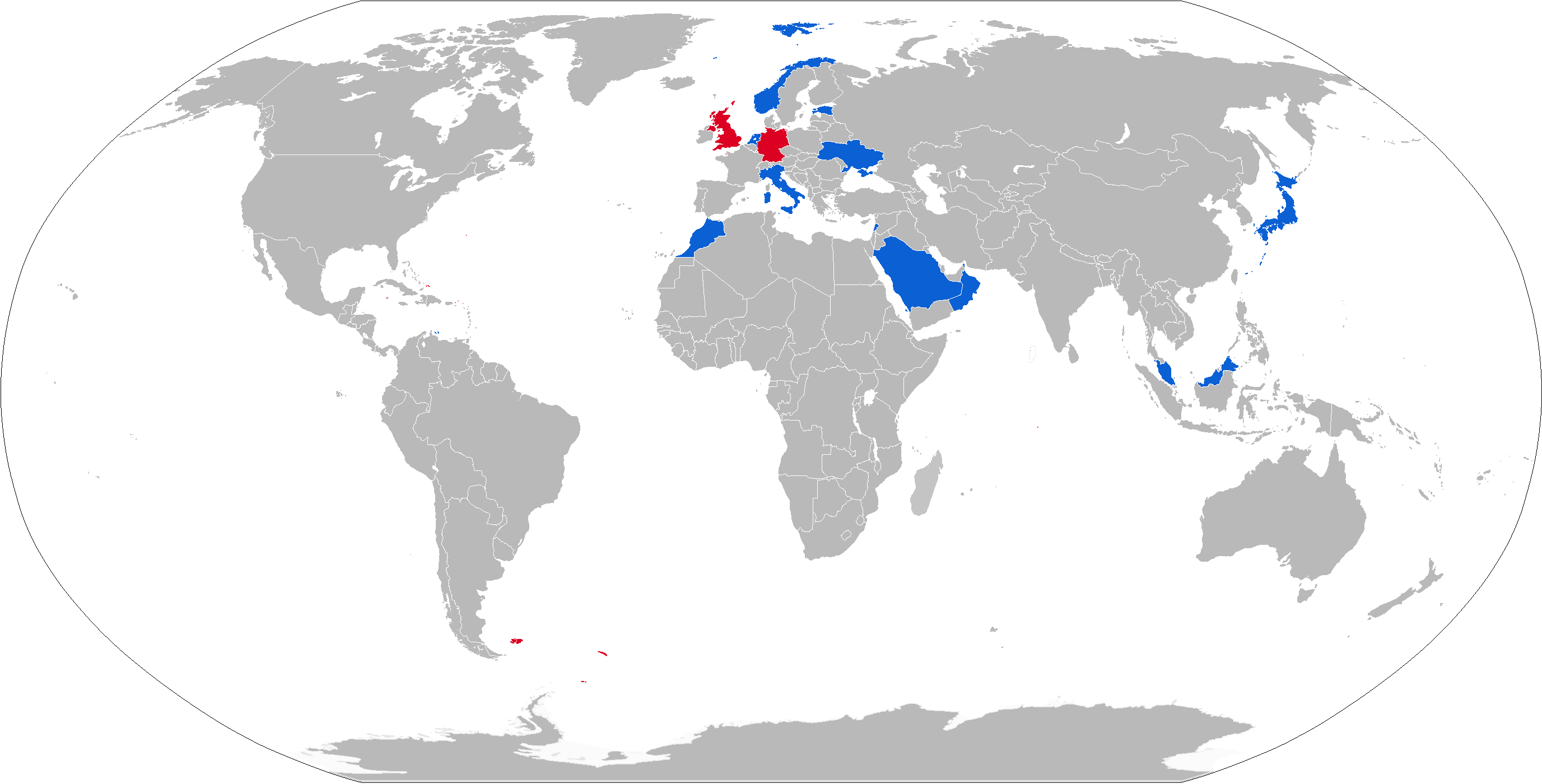
Gebruikers van de FH70 (huidige in blauw, voormalige in rood)

### Huidige gebruikers
- Estland – 32
- Italië – 182
- Japan – 480 In licentie gebouwd door Japan Steel Works. De vuurmond wordt in Japan ook gebruikt in de Type 99 gemechaniseerde artillerie (117 gebouwd)[15]
- Libanon – Onbekend aantal
- Maleisië – 15 (overgenomen van Groot-Brittannië)[1]
- Marokko – 30
- Oman – 12
- Saoedi-Arabië – 72
- Oekraïne - ontvangt de FH70 uit Italië

### Voormalige gebruikers
- Duitsland - 150 (als ‘FH155-1’ (Feldhaubitze 155 mm ausführung 1) (GebArtBtl 225[16] was de laatste FH70 afdeling en werd in 2002 omgevormd tot M109-afdeling)
- Nederland – 15 (overgenomen van Duitsland, voor trainingsdoeleinden), tot 2001 daarna in opslag.
- Noorwegen - 15 (overgenomen van Duitsland, voor trainingsdoeleinden)
- Verenigd Koninkrijk - 67 (als ‘Howitzer 155mm L121’) tot 1999